# Храповицкий, Казимир Михайлович
Все даты в статье приведены по старому стилю
Казимир Михайлович Храповицкий (ум. 13 апреля 1881, Варшава) — российский военачальник, генерал-лейтенант (1873).

## Биография
Образование получил в Школе гвардейских подпрапорщиков и кавалерийских юнкеров. В 1837 году был произведён в офицеры Лейб-гвардии Семёновского полка, в котором прослужил 22 года. 
Участвовал в Венгерском походе русской армии в 1849 году. В ходе Крымской войны полк находился в составе войск, назначенных для обороны Балтийского побережья.
В 1859 году, в чине полковника, был назначен командиром Брянского 35-го пехотного князя Горчакова полка и оставался на этой должности до 1863 года.
В 1863 года Храповицкий был произведён в генерал-майоры. В том же году он недолгое время служил помощником начальника 24-й пехотной дивизии, а затем десять лет (1863—1873) — помощником начальника 25-й пехотной дивизии (фактически — бригадным командиром). 
В 1873 году генерал-майор Храповицкий был назначен начальником 34-й пехотной дивизии. Находясь в этой должности, в том же году был произведён в генерал-лейтенанты. В 1874 году был переведён на должность начальника 11-й пехотной дивизии и оставался в этой должности вплоть до 1876 года.
Согласно версии, изложенной в РБС, Храповицкий должен был принять участие в Русско-турецкой войне 1877—78 годов, но, выступив в поход, при прохождении войск через Бессарабию занемог и должен был выйти в отставку.
Скончался в 1881 году в Варшаве.